# Berlaimont
Berlaimont ist eine französische Gemeinde mit 3169 Einwohnern (Stand 1. Januar 2022) im Département Nord in der Region Hauts-de-France. Sie gehört zum Arrondissement Avesnes-sur-Helpe und zum Kanton Aulnoye-Aymeries.
Die Gemeinde Berlaimont liegt 15 Kilometer südwestlich von Maubeuge am linken Ufer der Sambre, die hier die Grenze zur östlich gelegenen Nachbargemeinde Aulnoye-Aymeries ist.

## Bevölkerungsentwicklung
| Jahr                       | 1962 | 1968 | 1975 | 1982 | 1990 | 1999 | 2009 | 2020 |
| Einwohner                  | 3811 | 3836 | 3797 | 3532 | 3398 | 3228 | 3193 | 3174 |
| Quellen: Cassini und INSEE |      |      |      |      |      |      |      |      |

## Sehenswürdigkeiten

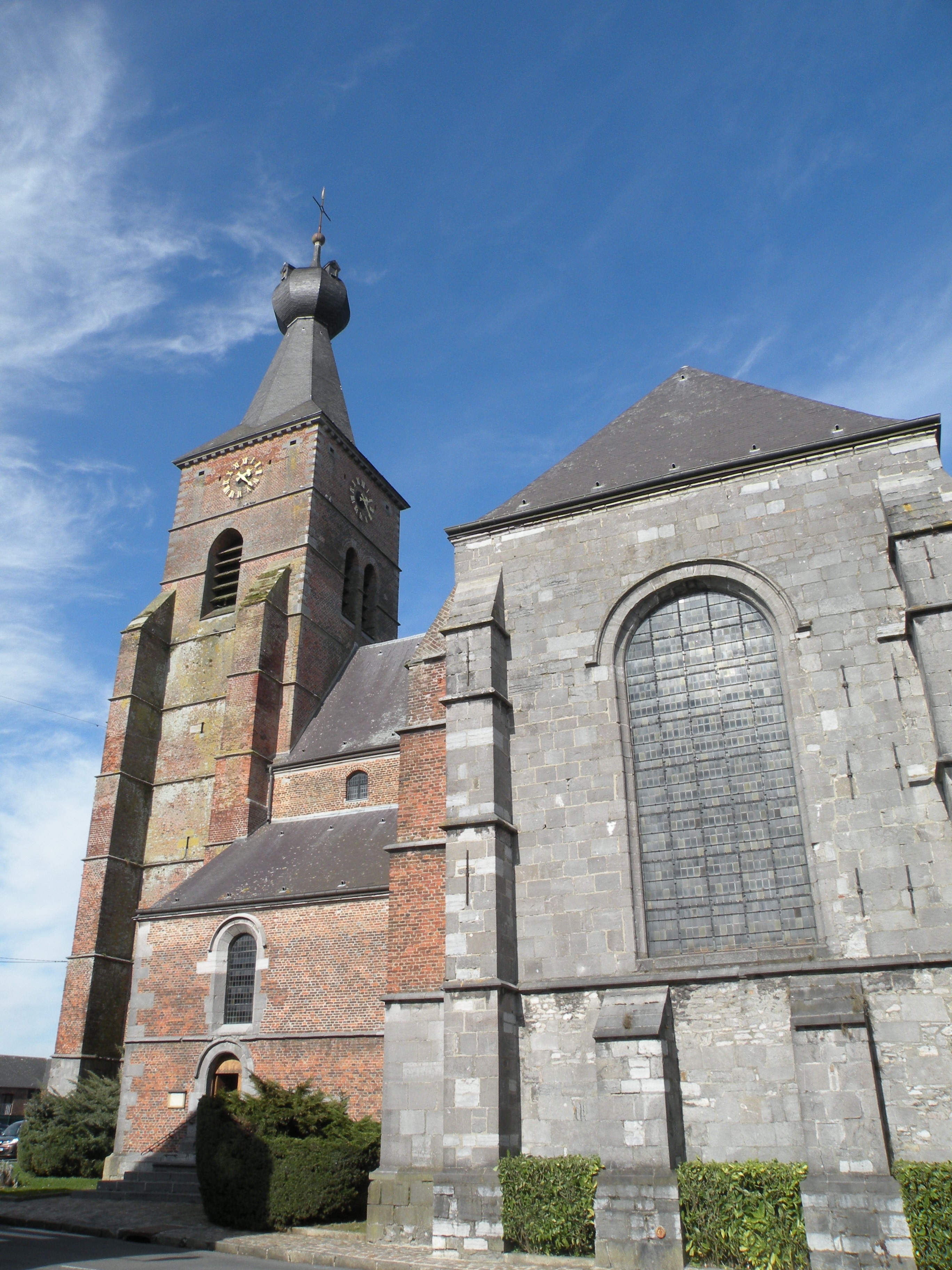
Kirche Saint-Michel
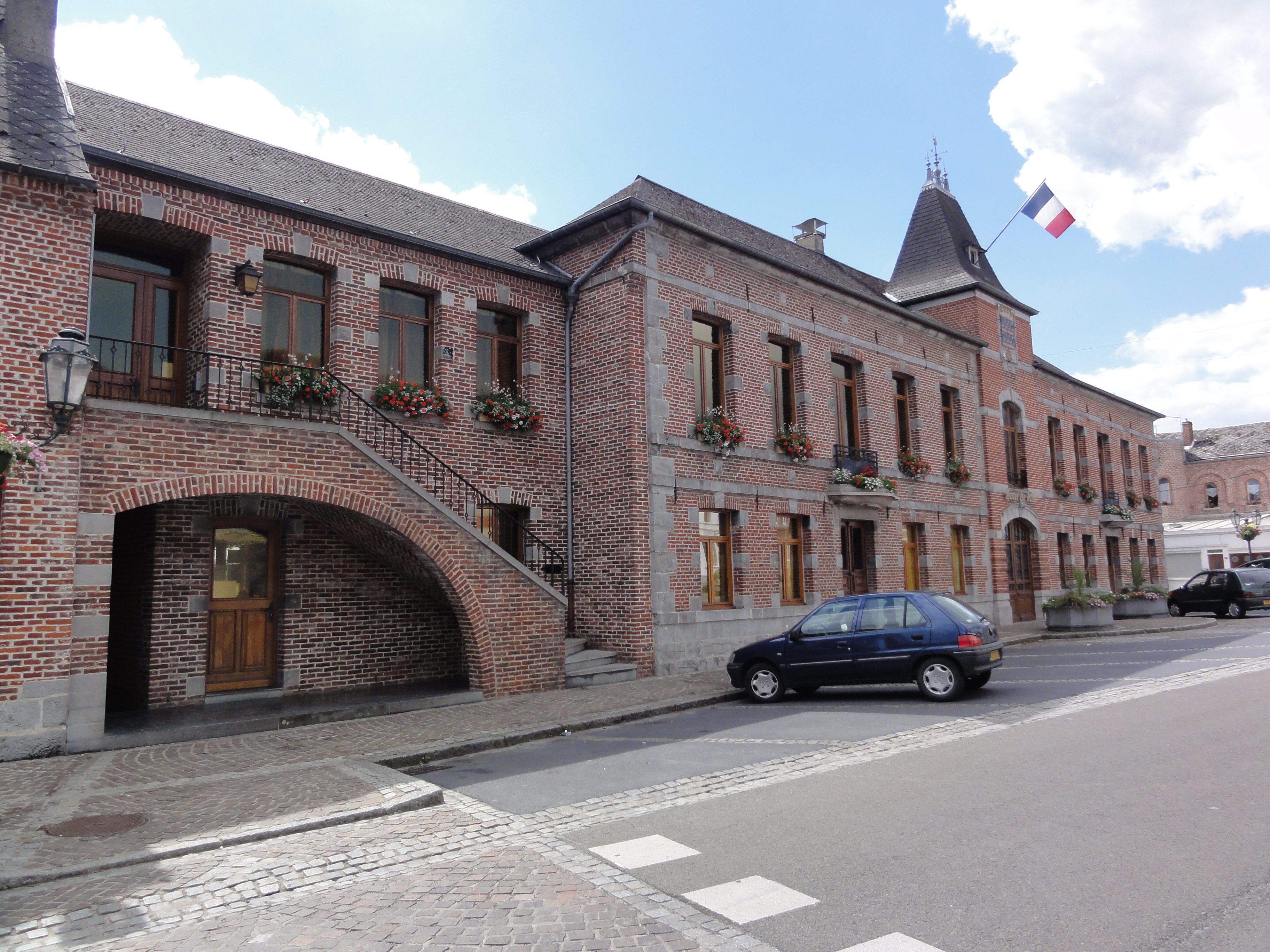
Rathaus Berlaimont
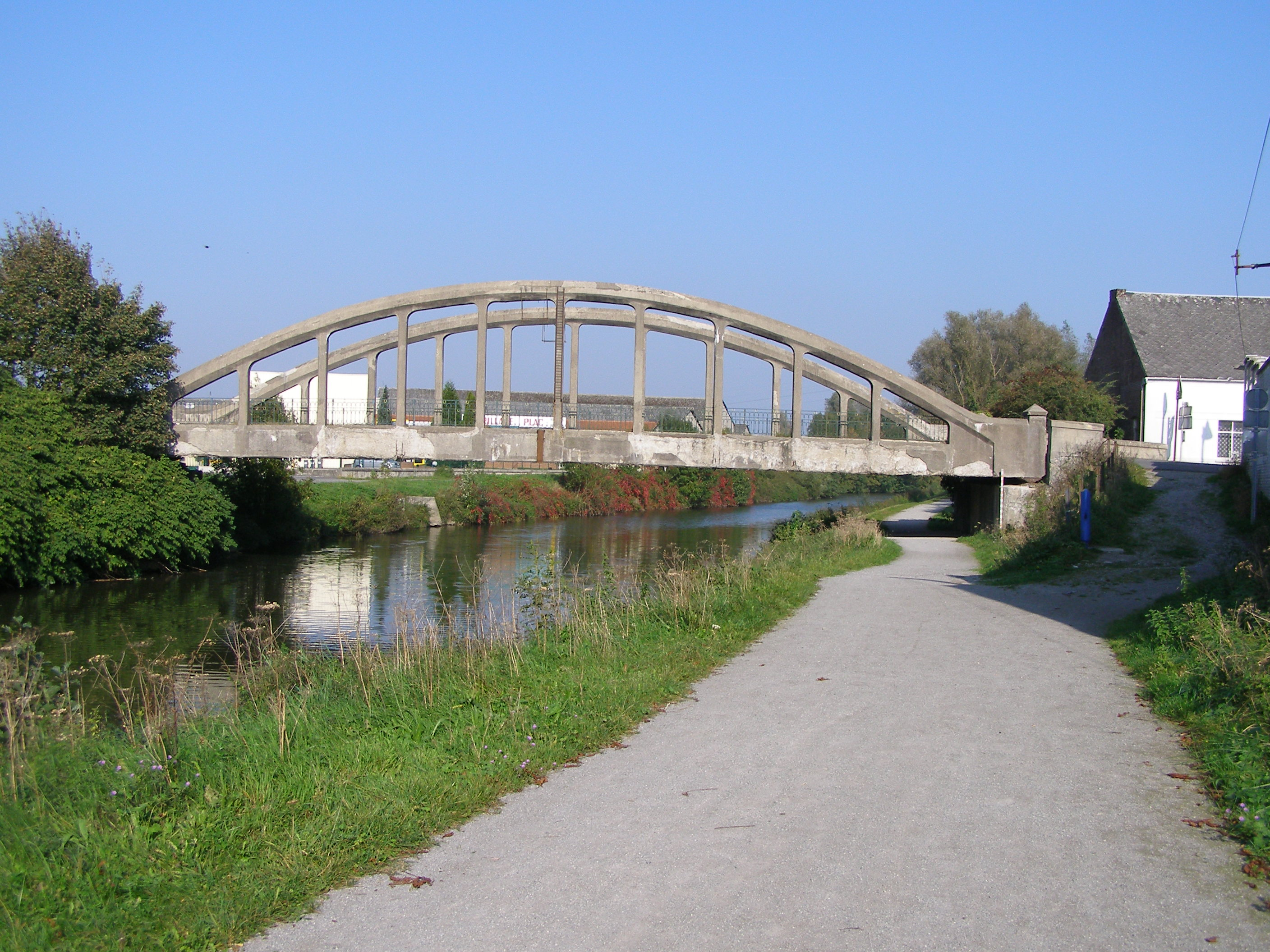
Brücke über die Sambre

- Kirche Saint-Michel
- Rathaus Berlaimont
- Brücke über die Sambre

## Gemeindepartnerschaft
Die deutsche Gemeinde Klotten in Rheinland-Pfalz ist Partnergemeinde von Berlaimont.

## Persönlichkeiten
- Ludwig von Berlaymont (1542–1596), Fürsterzbischof von Cambrai